# Bernadette Rostenkowski
Bernadette Rostenkowski, spelad av Melissa Rauch, är en av huvudpersonerna i sitcomserien The Big Bang Theory. Hon arbetar som servitris och är kollega med Penny. Hon studerar mikrobiologi. Hon blir senare farmaceut och börja arbeta på ett läkemedelsbolag i säsong 4. 
Hon är fru till Howard Wolowitz (Simon Helberg) och de träffas då Penny fixar en blinddejt i säsong 3. I säsong 5 gifter sig de och säsong 9 föds deras första barn, en dotter.
Penny (Kaley Cuoco) och Amy Farrah Fowler (Mayim Bialik) är hennes vänner.